# 杉浦式自動拳銃
杉浦式自動拳銃（すぎうらしきじどうけんじゅう）は、昭和初期に開発された自動拳銃である。

## 概要
慢性的な将校用銃器不足を補うためにつくられたとされる.32口径の自動拳銃。.32ACP弾を使用している。8mm南部弾への統合計画に乗らなかったため、.32口径以外は製造されていない。ハンマーをスライド内側に内蔵する機構やスライド形状などは、当時人気のあったコルト社のコルト・ポケットM1903をほとんどコピーして製造されたとされる。細部の形状がM1903と異なるほか、銃把背面にはグリップセーフティーが無い。
海外への輸出はほとんど無く、中国で製造したものを日本へ輸出した程度で、アメリカなどでは滅多に見る事は無いが、当時のアメリカ兵が倒した日本兵の銃器などを戦利品として持ち帰り、ごく少量がアメリカなどの市場に出回っている。また、日中戦争が終了した後に中国人民解放軍の命令でごく少量が製造され、国共内戦で使用されたともされている。